# Großenehrich
Großenehrich – dzielnica (Stadtteil) miasta Greußen w Niemczech, w kraju związkowym Turyngia, w powiecie Kyffhäuser. Do 31 grudnia 2020 jako samodzielne miasto wchodziło w skład wspólnoty administracyjnej Greußen.